# Запис Зорнића крушка (Љубић)
Запис Зорнића крушка (Љубић) се налази на парцели чији је власник Дишић Будимир.

## Локација
| Општина             | Кнић                                                             |
| Катастарска општина | Љубић                                                            |
| Потес               | Зорнића коса                                                     |
| Координате          | 43° 55′ 11″ С; 20° 47′ 18″ И / 43.919800000000002° С; 20.7883° И |
| Надморска висина    | 0m                                                               |

## Карактеристике
Дендрометријске вредности утврђене на терену и сателитским снимцима:
| Стабло                     | Крушка |
| Висина стабла              | m      |
| Обим дебла                 | m      |
| Пречник крошње             | 6m     |
| Пречник дебла              | m      |
| Висина дебла до прве гране | m      |

## База записа
Запис је у оквиру Викимедија пројекта "Запис - Свето дрво" заведен под редним бројем 0599.